# De Lalieux
De Lalieux ook de Lalieux de la Rocq is een notabele Belgische familie waarvan een tak werd opgenomen in de erfelijke adel.

## François de Lalieux
- François Louis de Lalieux (Feluy, 2 oktober 1819 - aldaar, 18 augustus 1904), zoon van Philippe de Lalieux en Marie-Joseph Charlier, burgemeester van Feluy en provincieraadslid van Henegouwen. In 1886 werd hij opgenomen in de Belgische erfelijke adel. Hij trouwde in 1847 in Seneffe met Pauline Dubray (1814-1893). Ze kregen een zoon en een dochter.
  - Fernand de Lalieux (1848-1903), voorzitter van de Fédération nationale d'agriculture, trouwde in 1875 in Elsene met Adrienne van Hoobrouck de Fiennes (1854-1917). Het huwelijk liep in 1878 uit op een echtscheiding en een kerkelijke annulatie. Hij hertrouwde in 1882 in Elst met barones Assuëra van Voorst tot Voorst (1845-1925), dochter van baron Eduardus van Voorst tot Voorst, lid van de Provinciale Staten en Gedeputeerde Staten van Gelderland. Ze kregen een zoon.
    - Robert de Lalieux (1884-1937), burgemeester van Feluy en provincieraadslid van Henegouwen, kreeg in 1911 vergunning om de la Rocq aan de familienaam toe te voegen. Hij trouwde in 1913 in Marbaix-la-Tour met Alice Gendebien (1887-1966), dochter van Léon Gendebien, advocaat, burgemeester van Marbaix-la-Tour en volksvertegenwoordiger. Ze kregen twee zoons en drie dochters, met afstammelingen tot heden.

  - Julie-Pauline de Lalieux de la Rocq (1850-1914), trouwde in 1869 in Feluy met jhr. Raymond de la Motte Baraffe (1845-1915), burgemeester van Seneffe. Ze kregen een zoon en een dochter, met afstammelingen tot heden.

## Réné de Lalieux
- René Adolphe de Lalieux (Feluy, 1 november 1822 - Nijvel, 23 maart 1905), broer van de voorgaande, werd in 1886 eveneens in de Belgische erfelijke adel opgenomen. Hij trouwde in 1849 in Nijvel met Julie de Le Hoye (1822-1865), dochter van Louis de Le Hoye, voorzitter van de rechtbank van eerste aanleg van Nijvel, gemeenteraadslid van Nijvel en volksvertegenwoordiger. Ze kregen een zoon en een dochter.
  - Marie de Lalieux (1850-1920), trouwde in 1873 in Nijvel met Paul de Gerlache (1838-1891), gouverneur van Luxemburg. Het huwelijk bleef kinderloos. Na de dood van haar man werd ze kloosterzuster.
  - Émile de Lalieux de La Rocq (1862-1918), burgemeester van Nijvel en volksvertegenwoordiger, kreeg in 1911 vergunning om de la Rocq aan de familienaam toe te voegen, trouwde in 1890 in Verviers met Marie-Euphrosine Simonis (1866-1945), dochter van burggraaf Alfred Simonis, provincieraadslid van Luik, volksvertegenwoordiger en voorzitter van de Senaat. Ze kregen twee zoons en een dochter, maar zonder nakomelingen.